# Мъж мечта
„Мъж мечта“ е петата песен на българската певица Росица Кирилова от двадесет и първия ѝ студиен албум „25 години на сцената – Като да и не“.